# اتفاقية ألفور
اتفاقية ألفور، الموقعة في 15 يناير 1975، منحت أنغولا الاستقلال عن البرتغال في 11 نوفمبر، وأنهت حرب الاستقلال الأنغولية التي استمرت 13 عامًا. تم التوقيع على الاتفاقية من قبل الحكومة البرتغالية، والحركة الشعبية لتحرير أنغولا، والجبهة الوطنية لتحرير أنغولا، والاتحاد الوطني للاستقلال التام لأنغولا، وأنشأت حكومة انتقالية تتألف من لممثلي تلك الأحزاب الأربعة. لم يتم التوقيع عليها من قبل جبهة تحرير جيب كابيندا أو الثورة الشرقية لأن الأطراف الأخرى استثنتهم من المفاوضات. سرعان ما انهارت الحكومة الانتقالية، مع عدم ثقة كل من الفصائل القومية في الآخرين وعدم استعدادها لتقاسم السلطة، في محاولة للسيطرة على البلاد بالقوة مؤدياً إلى إندلاع الحرب الأهلية الأنغولية. يأتي اسم الاتفاقية من قرية ألفور الواقعة في منطقة الغرب بجنوب البرتغال حيث تم التوقيع عليها.

## المفاوضات
أطاح ضباط الجيش اليساري بحكومة كايتانو في البرتغال في ثورة القرنفل في 25 أبريل 1974. تفاوضت كل من الحركة الشعبية لتحرير أنغولا، والجبهة الوطنية لتحرير أنغولا، والاتحاد الوطني للاستقلال التام لأنغولا على اتفاقيات السلام مع الحكومة البرتغالية الانتقالية وبدأت في قتال بعضها البعض للسيطرة على العاصمة الأنغولية، لواندا، وبقية البلاد. اجتمع هولدن روبرتو وأغوستينو نيتو وجوناس سافيمبي في بوكافو بزائير في يوليو واتفقوا على التفاوض مع البرتغاليين ككيان سياسي واحد. التقوا مرة أخرى في مومباسا، كينيا، في 5 يناير 975، واتفقوا على وقف القتال، وتحديد موقف تفاوضي مشترك بشأن دستور جديد. التقوا للمرة الثالثة في ألفور، البرتغال في الفترة من 10 إلى 15 يناير ووقعا ما أصبح يعرف باتفاقية ألفور.

## الشروط

أنغولا

اتفقت الأحزاب على إجراء انتخابات الجمعية الوطنية لأنغولا في أكتوبر 1975. من 31 يناير 1975 إلى الاستقلال، حكمت حكومة انتقالية تتكون من المفوض السامي البرتغالي الأدميرال روزا كوتينيو ومجلس الوزراء. وتألفت اللجنة العسكرية الخاصة من ثلاثة ممثلين، واحد من كل طرف أنغولي في الاتفاقية، مع تناوب رئاسة الوزراء بين النواب. كل قرار لمجلس الوزراء يتطلب دعم ثلثي الأطراف. تم تقسيم الوزارات الاثنتي عشرة بين الأحزاب الأنغولية والحكومة البرتغالية، ثلاثة لكل منهما. انتقد المؤلف ويتني رايت شنايدمان هذا البند في إشراك إفريقيا: واشنطن وسقوط الإمبراطورية الاستعمارية البرتغالية لضمان «شلل فعلي في السلطة التنفيذية». حذر مكتب الاستخبارات والبحوث من أن الرغبة المفرطة في الحفاظ على توازن القوى في الاتفاقية تقيد قدرة الحكومة الأنغولية الانتقالية على العمل.
كان الهدف الرئيسي للحكومة البرتغالية في المفاوضات هو منع الهجرة الجماعية للأنغوليين البيض. ومن المفارقات، أن الاتفاقية سمحت فقط للحركة الشعبية لتحرير أنغولا، والجبهة الوطنية لتحرير أنغولا، والاتحاد الوطني للاستقلال التام لأنغولا بترشيح مرشحين لأول انتخابات الجمعية، وحرمت باكونغو عمداً من حق التصويت في شرق البلاد، والكابينديين (سكان كابيندا، وهي منطقة معزولة شمال أنغولا، والعديد منهم رغبوا في الاستقلال عن أنغولا) والبيض. استنتج البرتغاليون أنه سيتعين على الأنغوليين البيض الانضمام إلى الحركات القومية، وسيتعين على الحركات تعديل برامجها لتوسيع قواعدها السياسية.
دعا الاتفاق إلى دمج الأجنحة المسلحة للأحزاب الأنغولية في جيش جديد هو قوات الدفاع الأنغولية. سيكون لديها 48,000 فرد نشط، يتألفون من 24,000 جندي أسود محلي من الجيش البرتغالي و 8,000 مقاتل من الحركات القومية الثلاث على التوالي. كان على كل طرف أن يحتفظ بثكناته وبؤر استيطانية منفصلة. كل قرار عسكري يتطلب موافقة بالإجماع من مقر كل طرف والقيادة العسكرية المشتركة. كانت القوات البرتغالية تفتقر إلى المعدات والالتزام بالقضية، بينما كان القوميون الأنغوليون معاديين لبعضهم البعض ويفتقرون إلى التدريب.
ووصفت المعاهدة، التي لم توافق عليها جبهة تحرير جيب كابيندا مطلقًا، كابيندا بأنها «جزء لا يتجزأ وغير قابل للتصرف من أنغولا». الانفصاليون ينظرون إلى الاتفاقية على أنها انتهاك لحق كابيندان في تقرير المصير. بحلول أغسطس 1975، سيطرت الحركة الشعبية لتحرير أنغولا على كابيندا.

## التنفيذ

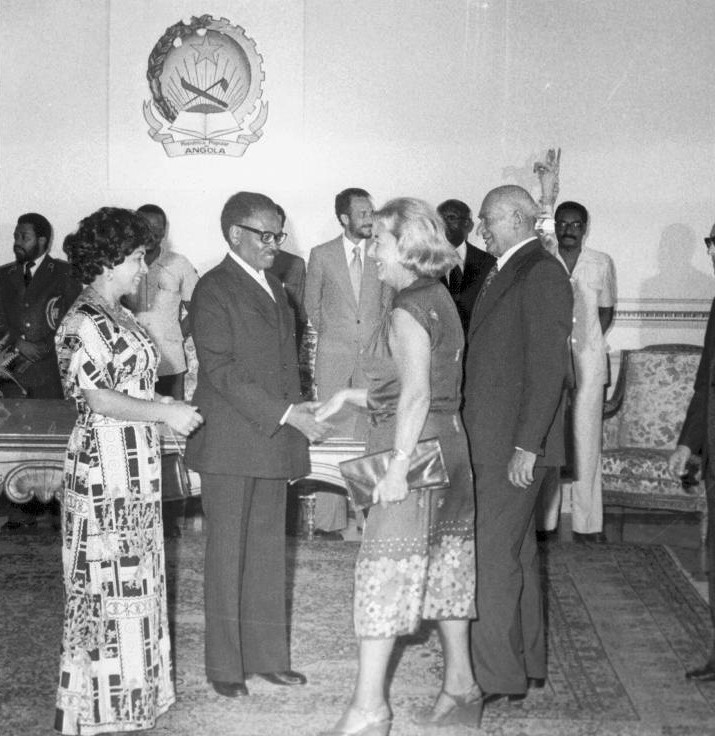
اجوستينو نيتو، زعيم الحركة الشعبية لتحرير أنغولا وأول رئيس لأنغولا، يلتقي بسفير بولندا في لواندا في عام 1978

ولم يؤسس الاتفاق آلية للتحقق من عدد المقاتلين من كل قوة. سرعان ما امتلكت الأحزاب الثلاثة قوات أكبر من تلك التي كان لدى البرتغاليين، مما عرض للخطر قدرة القوة الاستعمارية على حفظ السلام. استؤنف القتال بين الفصائل ووصل إلى آفاق جديدة مع زيادة الإمدادات الأجنبية من الأسلحة. في فبراير، حذرت الحكومة الكوبية الكتلة الشرقية من أن اتفاقية ألفور لن تنجح. بحلول الربيع، كرر المؤتمر الوطني الأفريقي ومنظمة سوابو تحذير كوبا. نظم قادة منظمة الوحدة الأفريقية مؤتمرا للسلام، أداره الرئيس الكيني جومو كينياتا، مع الزعماء الثلاثة في ناكورو، كينيا، في يونيو. أصدر القادة الأنغوليون إعلان ناكورو في 21 يونيو،  ووافقوا على الالتزام بأحكام اتفاقية ألفور بينما أقروا بأن الافتقار المتبادل للثقة أدى إلى العنف.
انتقد العديد من المحللين الحكومة الانتقالية في البرتغال بسبب العنف الذي أعقب اتفاقية ألفور من حيث عدم الاهتمام بالأمن الداخلي الأنغولي ومحاباة الحركة الشعبية لتحرير أنغولا. قام المفوض السامي كوتينيو، أحد القادة السبعة في المجلس العسكري للإنقاذ الوطني، بتوزيع أسلحة ومعدات عسكرية برتغالية سابقة على قوات الحركة الشعبية لتحرير أنغولا. أخبر إدوارد مولكاهي، القائم بأعمال مساعد وزير الخارجية للشؤون الأفريقية في وزارة الخارجية الأمريكية، توم كيلوران، القنصل العام للولايات المتحدة في أنغولا، أن يهنئ مجلس الوزراء، بدلاً من الجبهة الوطنية لتحرير أنغولا والاتحاد الوطني للاستقلال التام لأنغولا بمفردهم، وتهنئة كوتينيو على «جهود البرتغال الدؤوبة وطويلة الأمد» للتوصل إلى اتفاق سلام. اعتبر وزير الخارجية الأمريكي هنري كيسنجر أن أي حكومة تضم الحركة الشعبية لتحرير أنغولا الشيوعية الموالية للسوفيات أمر غير مقبول، لكن الرئيس الأمريكي جيرالد فورد أشرف على زيادة المساعدات إلى الجبهة الوطنية لتحرير أنغولا.
وفي يوليو / تموز، أجبرت الحركة الشعبية لتحرير أنغولا القوات الوطنية لتحرير أنغولا على الخروج من لواندا، وانسحب الاتحاد الوطني للاستقلال التام لأنغولا طوعا إلى معقله في الجنوب. وهناك اشتبكت قوات الحركة الشعبية لتحرير أنغولا مع الاتحاد الوطني الذي أعلن الحرب. بحلول أغسطس، سيطرت الحركة الشعبية لتحرير أنغولا على 11 من عواصم المقاطعات الخمس عشرة، بما في ذلك كابيندا ولواندا. تدخلت جنوب إفريقيا في 23 أكتوبر، حيث أرسلت 1500 إلى 2000 جندي من ناميبيا إلى جنوب أنغولا. استولت قوات الجبهة الوطنية لتحرير أنغولا - الاتحاد الوطني - جنوب أفريقيا على خمس عواصم إقليمية، بما في ذلك نوفو ريدوندو وبنغويلا، في غضون ثلاثة أسابيع. في 10 نوفمبر، غادر البرتغاليون أنغولا بموجب اتفاقية ألفور. هزمت قوات الحركة الشعبية - الكوبية قوات جنوب إفريقيا - الجبهة الوطنية، وحافظت على سيطرتها على لواندا. في 11 نوفمبر، أعلن نيتو استقلال جمهورية أنغولا الشعبية. ردت الجبهة الوطنية لتحرير أنغولا والاتحاد الوطني بإعلان حكومتهما الخاصة، ومقرها هوامبو. بحلول منتصف نوفمبر، كانت حكومة هوامبو تسيطر على جنوب أنغولا وبدأت في التقدم شمالًا.

## روابط خارجية
- نص جميع اتفاقيات السلام لأنغولا